# Mycteroplus sinicus
Mycteroplus sinicus är en fjärilsart som beskrevs av Charles Boursin 1940. Mycteroplus sinicus ingår i släktet Mycteroplus och familjen nattflyn. Inga underarter finns listade i Catalogue of Life.